# Lebensrad

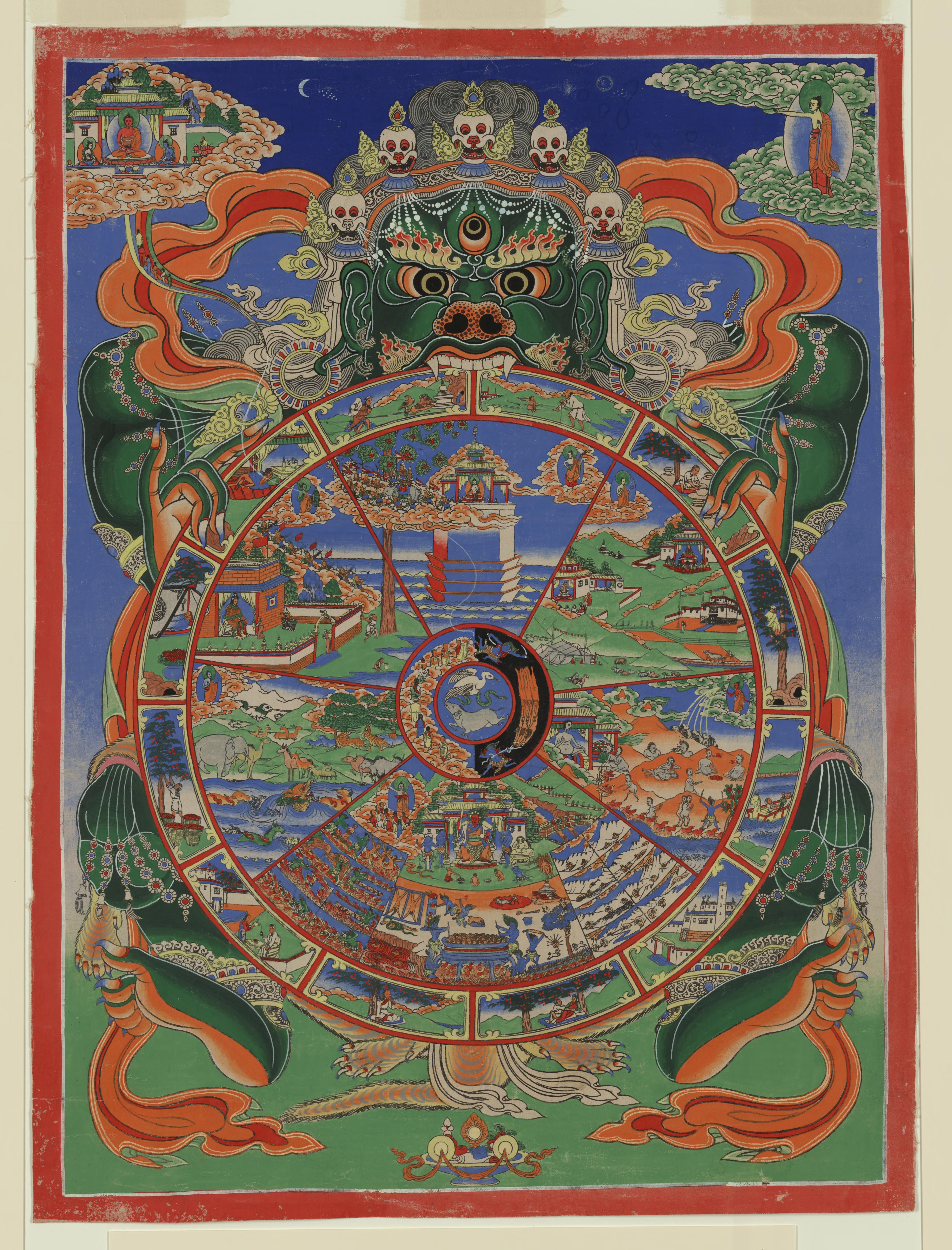
Ein Bhavachakra

Der Ausdruck Lebensrad (auch: Rad des Werdens; Sanskrit: Bhava-cakra; tibetisch: srid pa 'khor lo) bezeichnet unter anderem ein Symbol der buddhistischen Meditation. Kurz vor seiner Erleuchtung (Bodhi) soll Buddha den ewigen Kreislauf des Lebens gesehen und den Weg der Befreiung erkannt haben.
Darstellungen des Lebensrades dienen heute als Meditationshilfe, als Mandala; oft sind sie auch auf den sogenannten Thangkas abgebildet. Sie enthalten stets die gleichen Symbole und folgen einem bestimmten Schema. Im Radkranz findet sich eine zwölfteilige, bildliche Darstellung der Kette des Bedingten Entstehens, die den ewigen Kreislauf der Wiedergeburt zur Folge hat.
Das Rad der Wiedergeburten wird von einem Dämon (Yama, Herr über den Tod) umklammert, wodurch die Zeit mit ihrem verschlingenden und ewigen Aspekt symbolisiert werden soll.

## Bedeutung

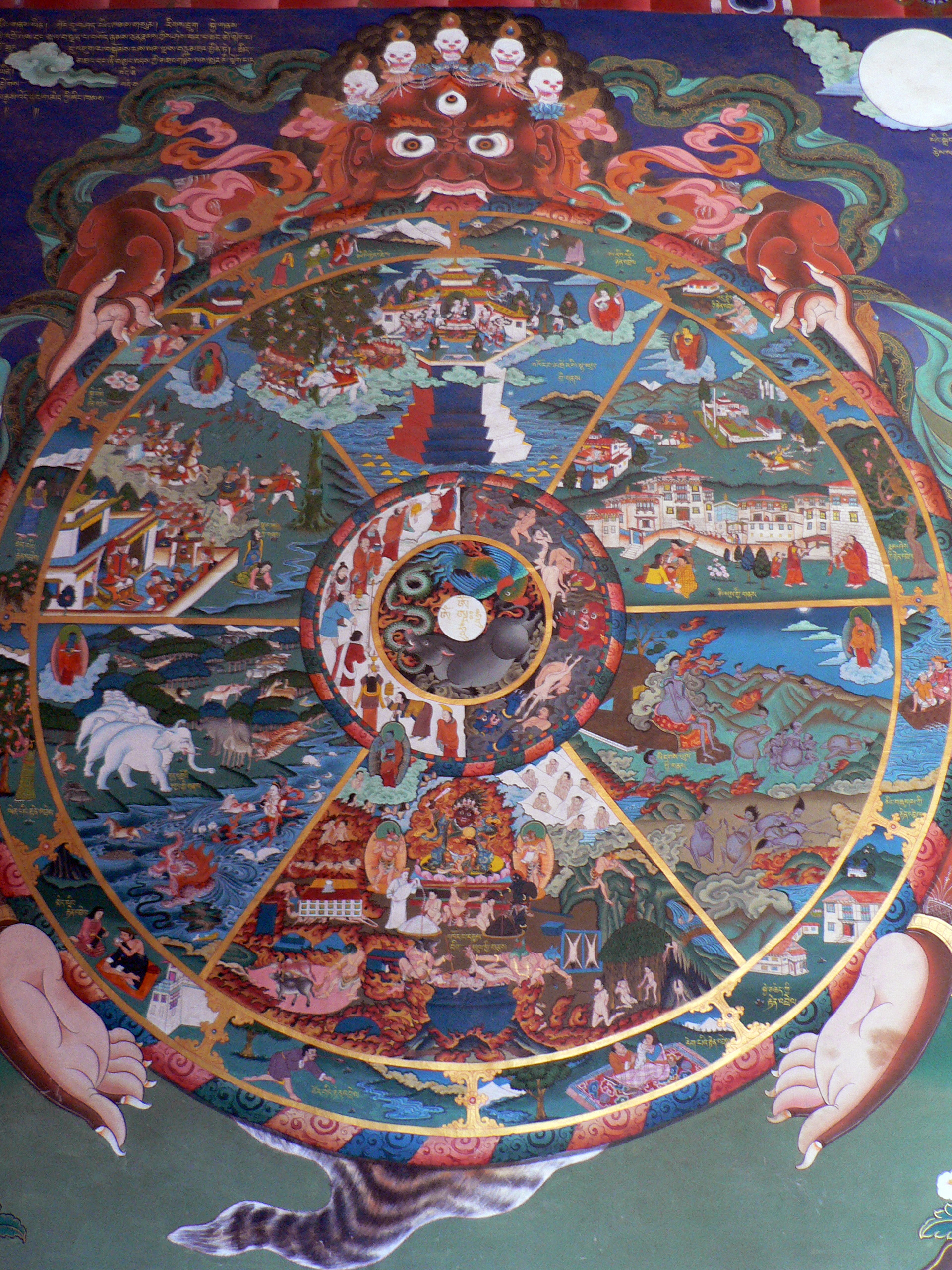
Lebensrad als Wandmalerei in Bhutan

Das Rad des Werdens ist die Darstellung des leidhaften Wiedergeburtenkreislaufs (Samsara), aus dem Befreiung zu finden jedermann bemüht sein sollte. Es gehört zu den ältesten Bildtypen der buddhistischen Malerei. Es ist die altindische Vorstellung vom Wirken des Karma, die im Bild des Lebensrades symbolisch veranschaulicht ist.
An Tempeln schmückt es meist die Außenwand der Vorhalle. Bevor der Gläubige den Tempel betritt fällt sein Blick auf das Lebensrad und dieses fordert ihn auf, sein Leben zu ändern. Im Lebensrad erkennt er sich selbst, es ist ein Spiegel, ein verschlüsselter Ausdruck seines Unbewussten. Wer den Tempel betritt, schreitet sinnbildlich durch die samsarische Welt hindurch in die Erlösung; die Meditation über das Bhavachakra kann eine Vorübung zur Selbstverwirklichung sein. Auch der des Lesens Unkundige kann durch das Lebensrad die Lehre Buddhas in sich aufnehmen.

## Beschreibung
Yama, der grimmige, scharfzähnige, mit einem Tigerschurz bekleidete Dämon des Todes und des Unheilsamen hält das Lebensrad in seinen Krallen. Bisweilen wird dieser Dämon auch als Mara angesehen und figuriert als „Versucher“ (z. B. in den Darstellungen von Buddhas Leben). Er wird in dieser Funktion von seinen drei Töchtern – rati (die Lust), arati (die Unzufriedenheit) und tanha (die Gier) – oft unterstützt. In dieser Rolle wird Mara mit dem christlichen Teufel verglichen. Außerhalb des Rades, frei von der Wiedergeburt, sitzen vor einem Tempel oben rechts der Buddha Gautama und oben links der transzendente Bodhisattva Avalokiteshvara. Gautama Buddha ist mit der Almosenschale als Ordensgründer dargestellt, seine rechte Hand führt die Erdberührungsgeste (Bhumisparshamudra) aus als Zeichen dafür, dass er die Erde als Zeugin für die Wahrheit seiner Lehre anruft.
Das Rad des Werdens besteht aus vier konzentrischen Kreisen:

### Erster Kreis (Radnabe)
Hahn, Schlange und Schwein jagen sich im Zentrum des Rades. Sie symbolisieren die Drei Wurzelgifte:
- Hahn: Gier (Prinzip der Anziehung)
- Schlange: Hass (Prinzip der Abstoßung)
- Schwein: Verblendung (Prinzip der eingeengten Sichtweise)

Ein weiteres System zeigt im Zentrum des Rades ein Schwein als Bild der Unwissenheit, eine Taube als Bild der gierigen Anhaftung und eine Schlange als Bild des Zorns.
Diese drei Wurzelgifte binden nach der Weltanalyse des Buddha die Wesen an den Wiedergeburtenkreislauf (Samsara). Allein durch die Überwindung und Vernichtung dieser Kräfte ist es möglich, dem Samsara zu entrinnen und die Erlösung (Nirwana) zu erreichen.

### Zweiter Kreis
Im angrenzenden Ring wird in der rechten, dunklen Hälfte der karmische Abstieg, in der linken, hellen der karmische Aufstieg angedeutet. Üble Taten begehen oder dem Dharma folgen und Gutes tun, zwischen diesen beiden Möglichkeiten hat jeder zu wählen.

### Dritter Kreis
Im breiteren, anschließenden Ring sind die nach buddhistischem Verständnis sechs Bereiche, Welten oder Existenzformen dargestellt, in denen die Wesen je nach der Qualität ihrer Taten (Karma) und Tatabsichten (samskara) wiedergeboren werden. Nämlich der Bereich der Götter, der eifersüchtigen Götter, der Menschen, der Tiere, der hungrigen Geister (Pretas), und der Höllenwesen. Jeder wird in der Existenzform wiedergeboren, die er durch die selbst gelegten karmischen Ursachen verdient hat. In jedem der Sechs Bereiche ist Buddha bemüht, den Wesen Erleichterung ihres Loses und die Kenntnis seiner Lehre zu bringen.

### Vierter Kreis
Im Außenring des Lebensrades sind die verschiedenen Daseinsfaktoren dargestellt, die das Leben jedes Menschen bestimmen. Sie werden als zwölf Glieder (nidana) einer Kette beschrieben, die den Menschen immer wieder hineinzieht in den Kreislauf von Geburt und Tod. Jedes der zwölf Glieder ist nicht alleinige Ursache, sondern eine von mehreren Bedingungen dafür, dass das nächste Glied entsteht.
Die Beschreibung der zwölf Stationen beginnt oben in der Mitte und geht im Uhrzeigersinn weiter.
1. Eine blinde Greisin mit Topf und Stock, die aus der Sicherheit des Hauses dem Abgrund zutappt, symbolisiert die Unwissenheit, die daran schuld ist, dass die meisten Menschen dem Wiedergeburtenkreislauf verhaftet bleiben. Als Folge der Unwissenheit entwickeln sie Tatabsichten (samskara) und schaffen Karma, das sich als zukünftige Wiedergeburt auswirkt.
2. Die Tatabsichten werden durch einen Töpfer dargestellt, der Schalen und Krüge für den zukünftigen Gebrauch herstellt. (= Werke der Willenskraft)
3. Von den Tatabsichten programmiert, ergreift das Bewusstsein nach dem Tode eine neue Existenzform, wie ein Affe, der sich von einem Ast zum anderen schwingt.
4. Die neue Existenzform beginnt mit der Entstehung von Name und Körper, worunter die geistigen und physischen Komponenten der Person zu verstehen sind. Diese sind wie zwei Männer in einem Boot aufeinander angewiesen und müssen solange zusammen bleiben, bis der Strom überquert ist.
5. Die Sechs Sinne des Menschen (Sehen, Hören, Riechen, Schmecken, Tasten und Denken) sind vergleichbar mit einem Haus mit sechs Fenstern.
6. Durch diese Fenster schaut er in die Welt, so dass Berührung mit den wahrgenommenen Objekten zustande kommt, symbolisiert durch ein Liebespaar.
7. Aus der Berührung erwächst Empfindung, oft schmerzhafte wie der Pfeil im Auge, noch öfter verlockende.
8. So entsteht Begierde oder Durst (Tanha), dargestellt durch die Kanne, die mit Gerstenbier gefüllt ist. Die Begierde veranlasst die Wesen, nach dem Tode wiederum eine neue Existenzform zu ergreifen.
9. Aus der Begierde, die nur kurzfristig befriedigt wird, erwächst eine noch stärkere Form der Gier. Der Mensch ist nun Sklave seiner Leidenschaften. Diese Daseinsform symbolisiert der Mensch (manchmal auch ein Affe), der einen Ast gepackt hat, um Früchte zu pflücken.
10. Das Werden des neuen Wiedergeburtswesens versinnbildlicht das Paar bei der Zeugung bzw. die schwangere Frau.
11. Die Geburt in eine neue Daseinsform ist die nächste Station und wird durch eine Gebärende veranschaulicht.
12. Alter und Tod schließen das Werdensrad. Eingeschnürt in ein Tuch, wird die Leiche von einem Träger auf dem Rücken zur Leichenstätte getragen, um dort zerstückelt und von Geiern und Schakalen gefressen zu werden.

## Galerie

Rad des Lebens aus dem Dzong in Trongsa (Bhutan)
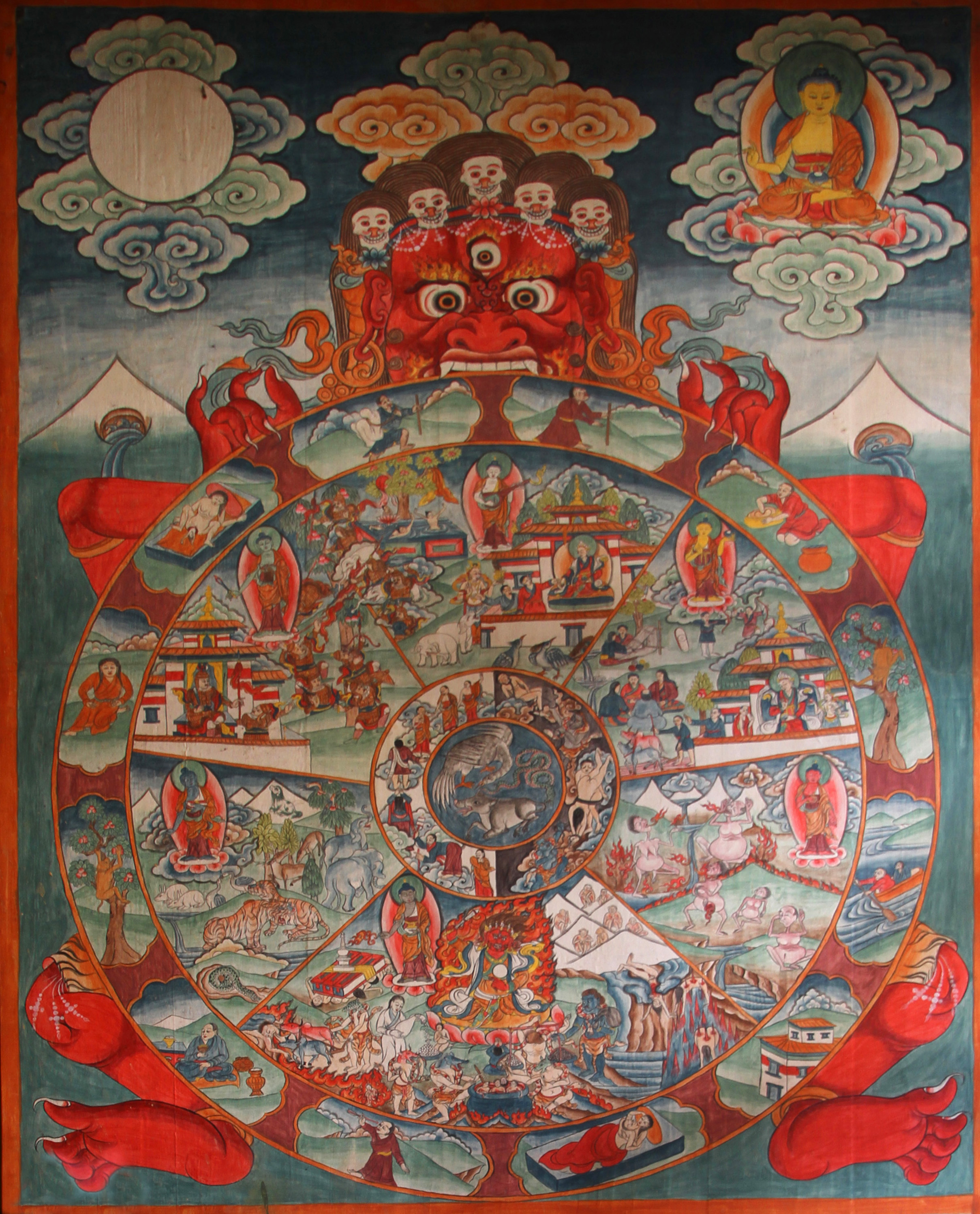
Yama hält das Rad
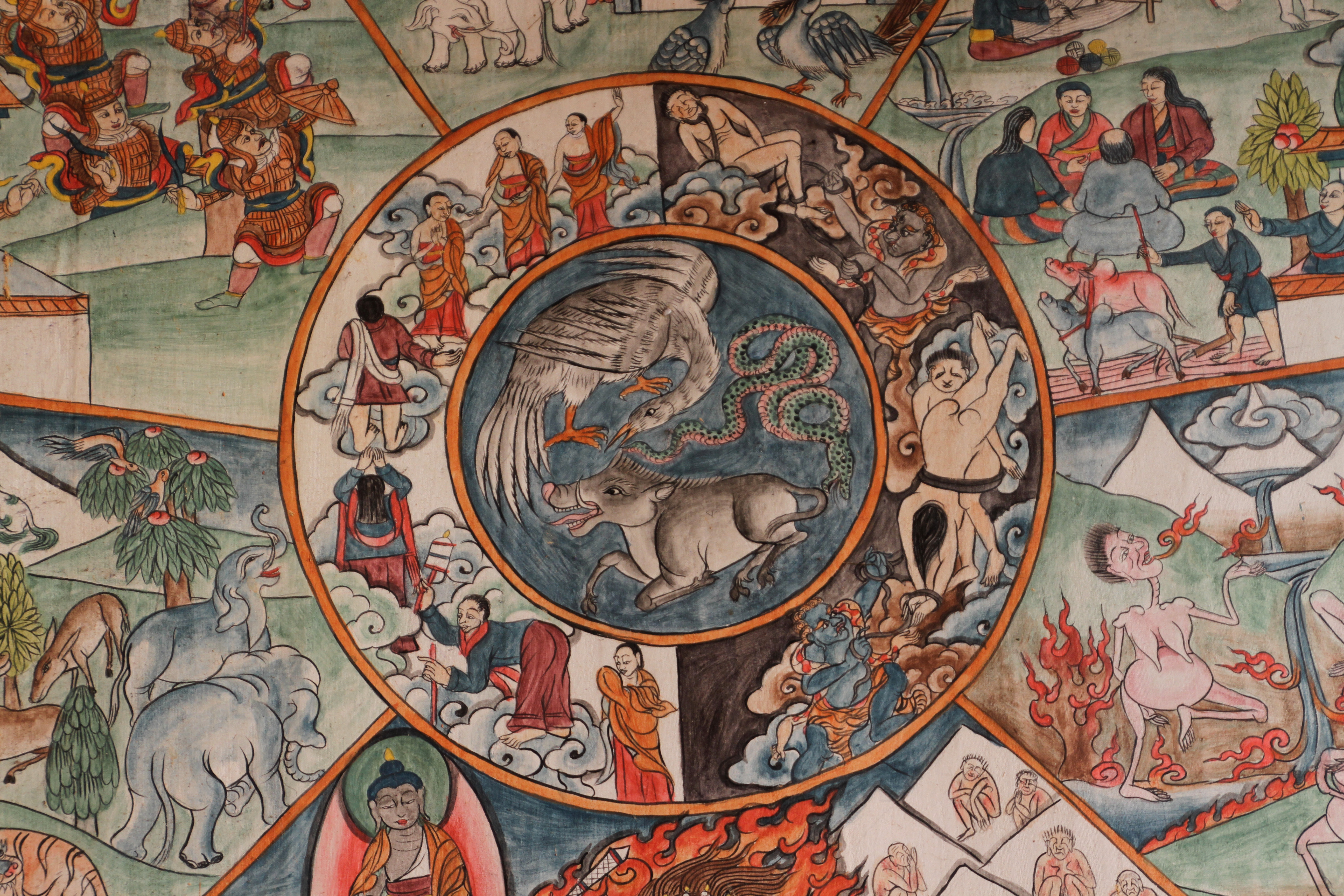
Kreise 1 und 2
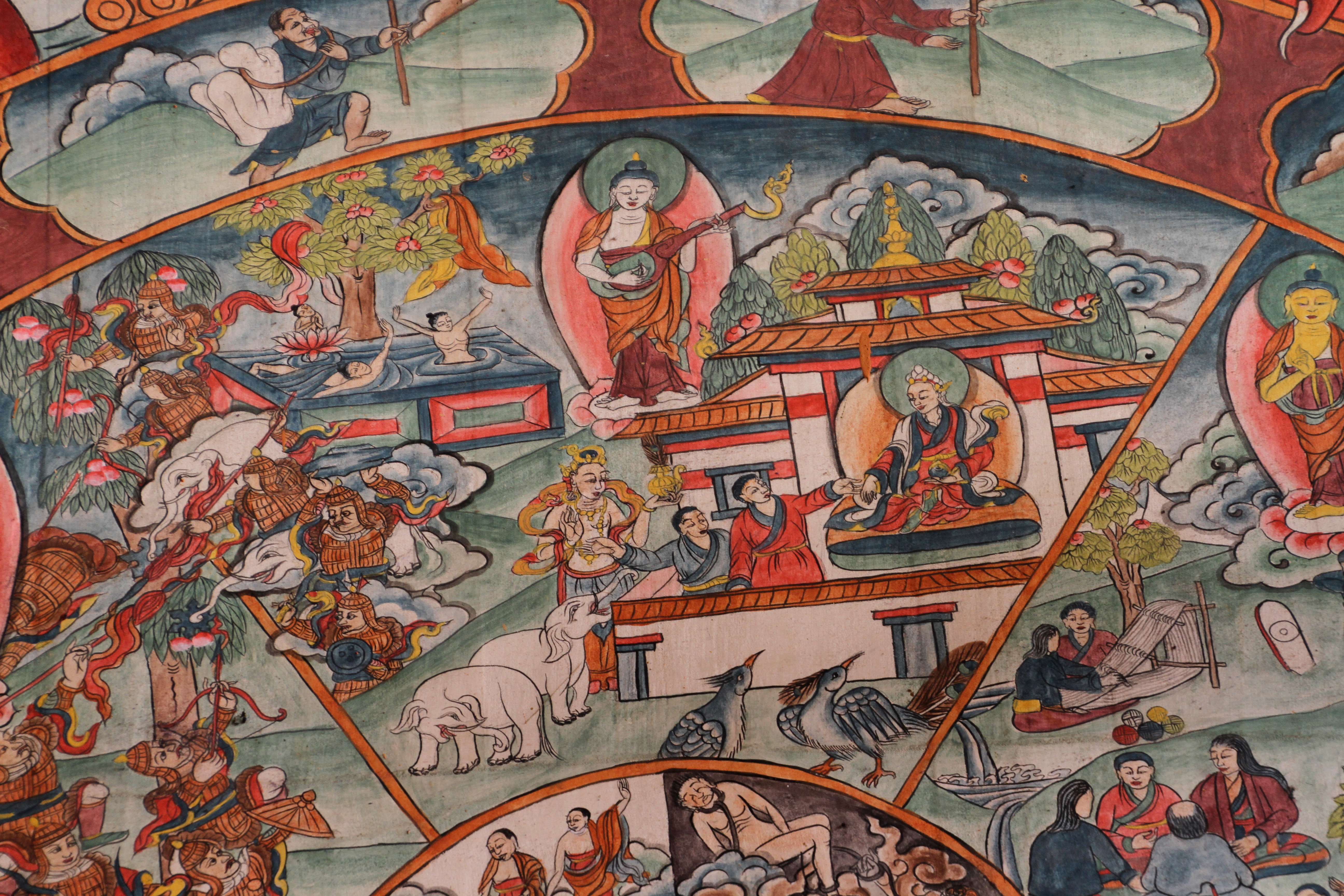
Die Götter
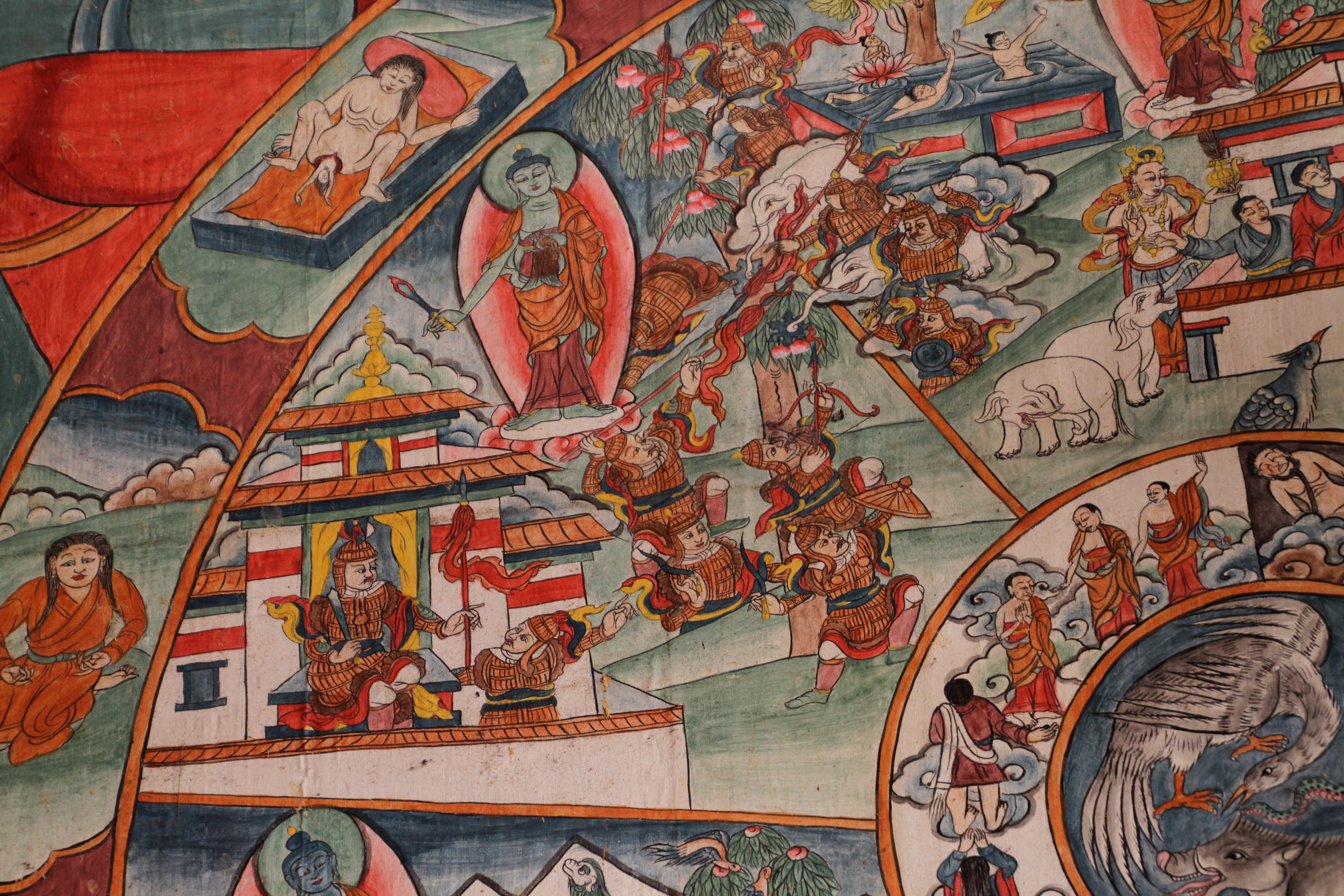
Die eifersüchtigen Götter
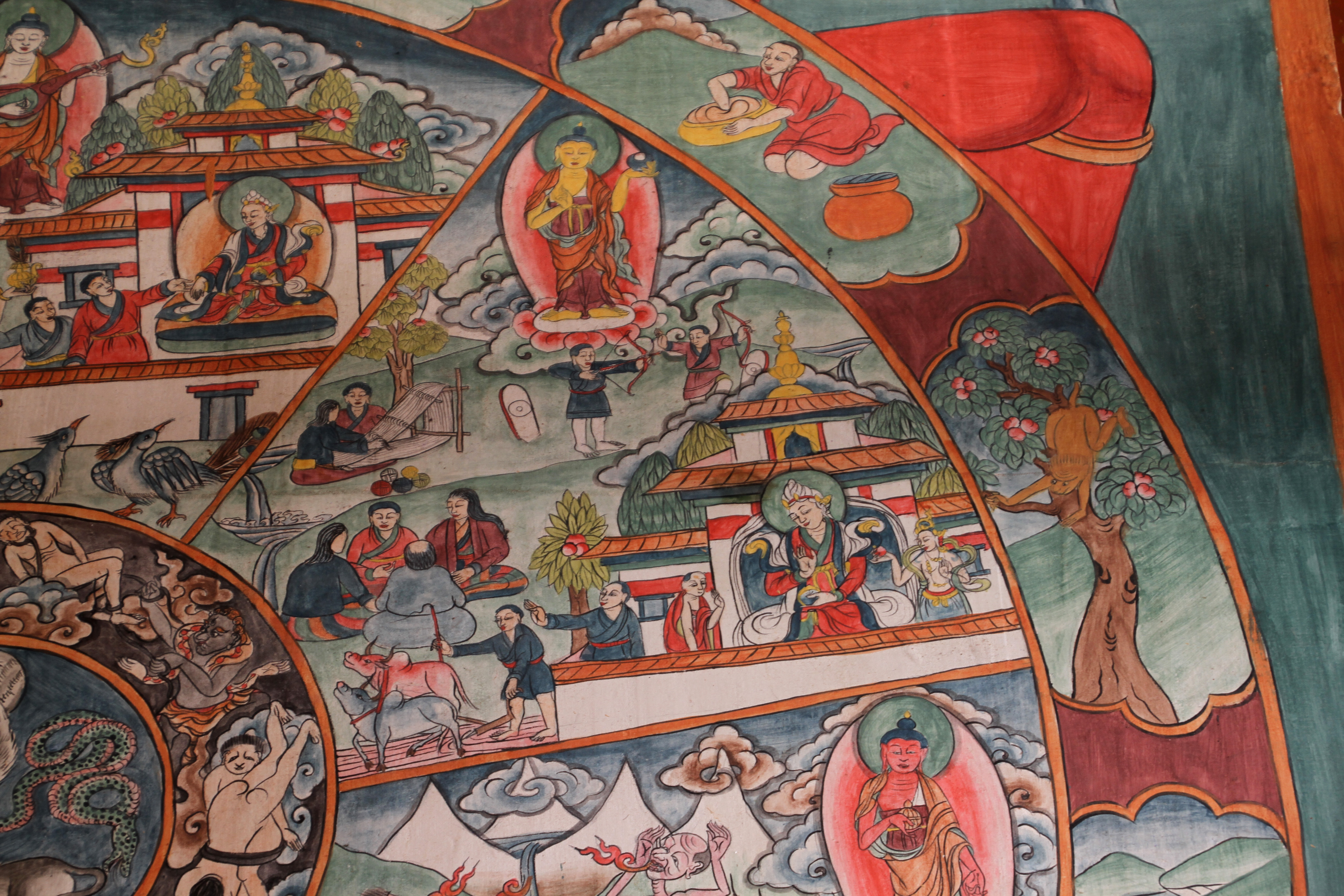
Die Menschen
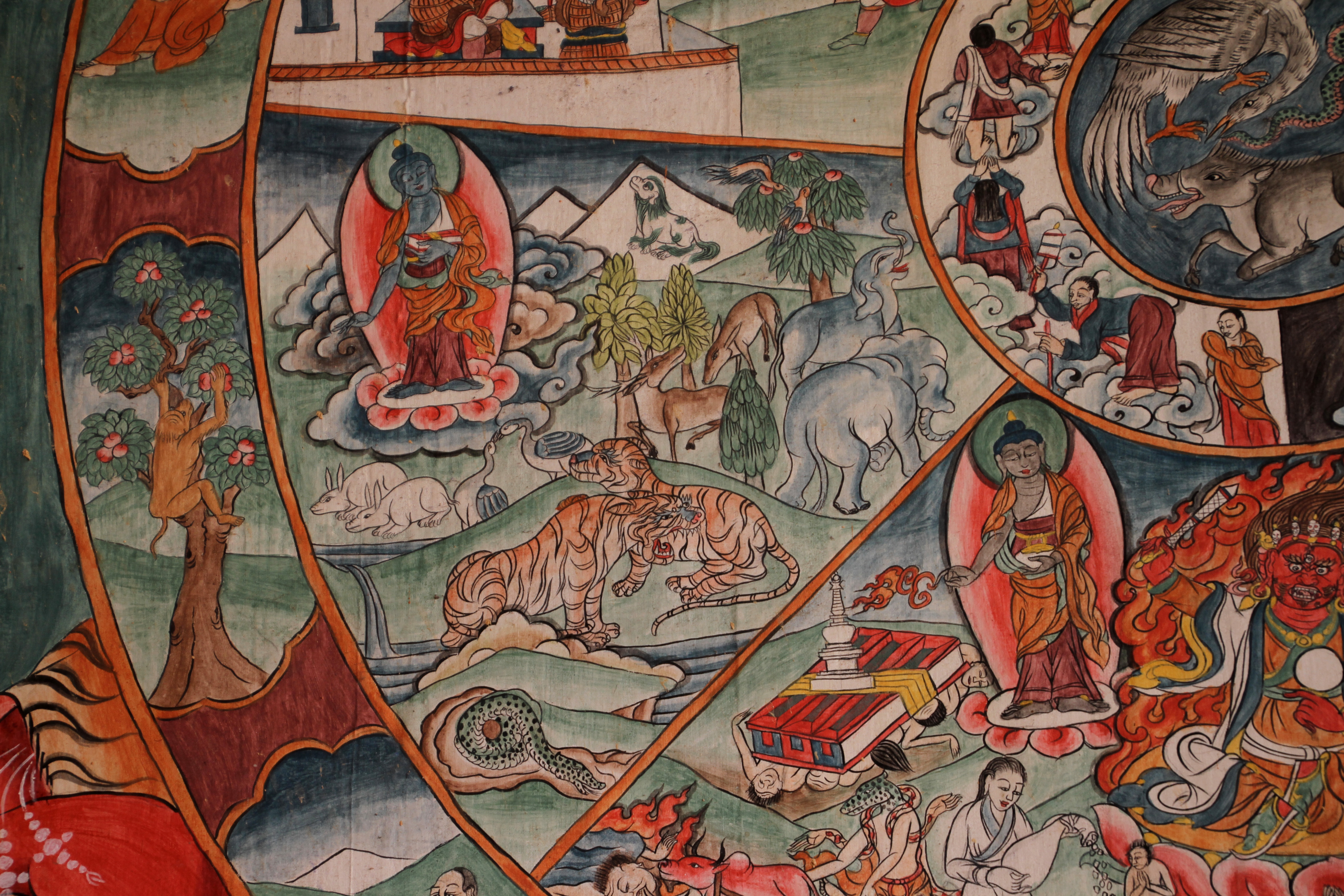
Die Tiere
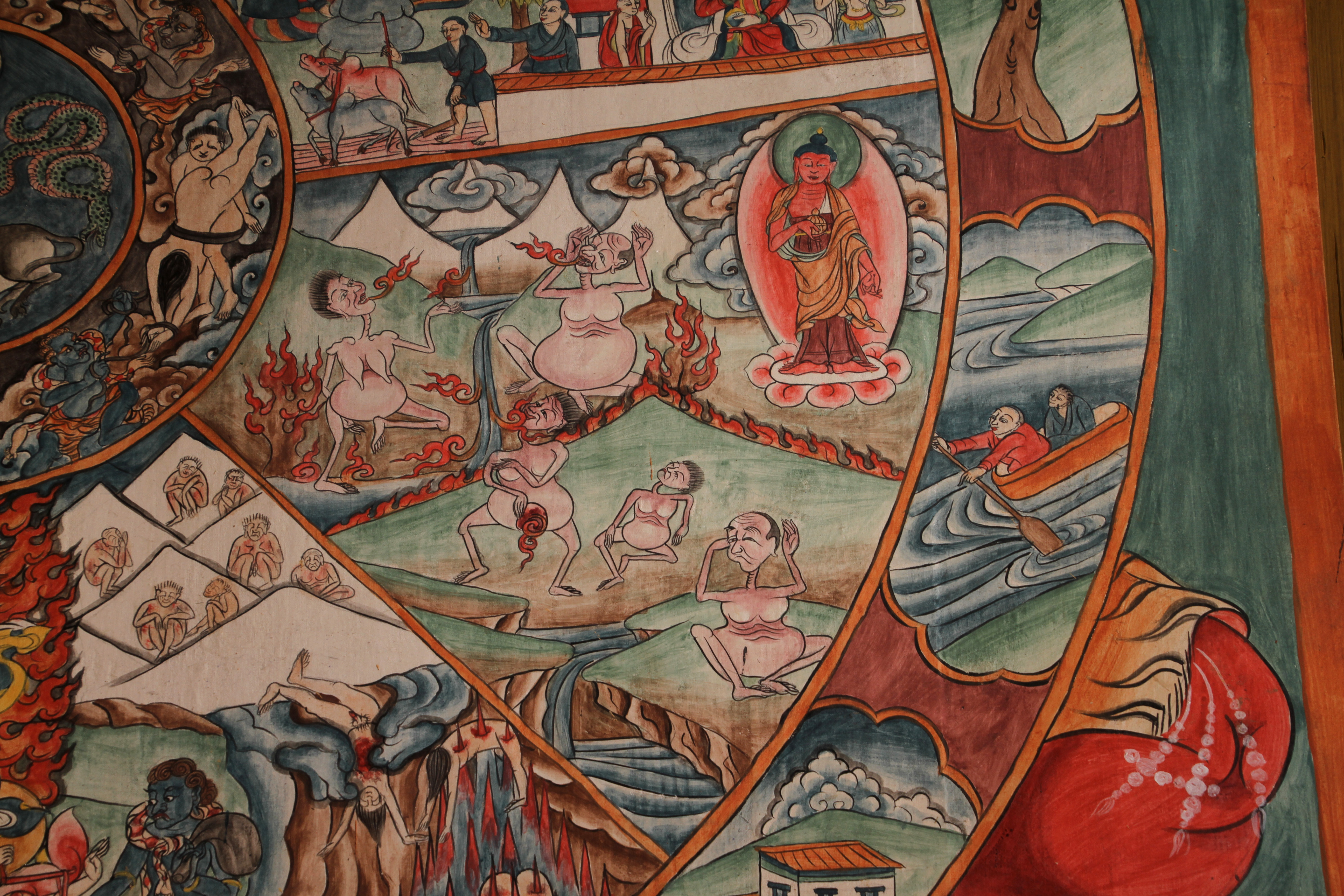
Die hungrigen Geister
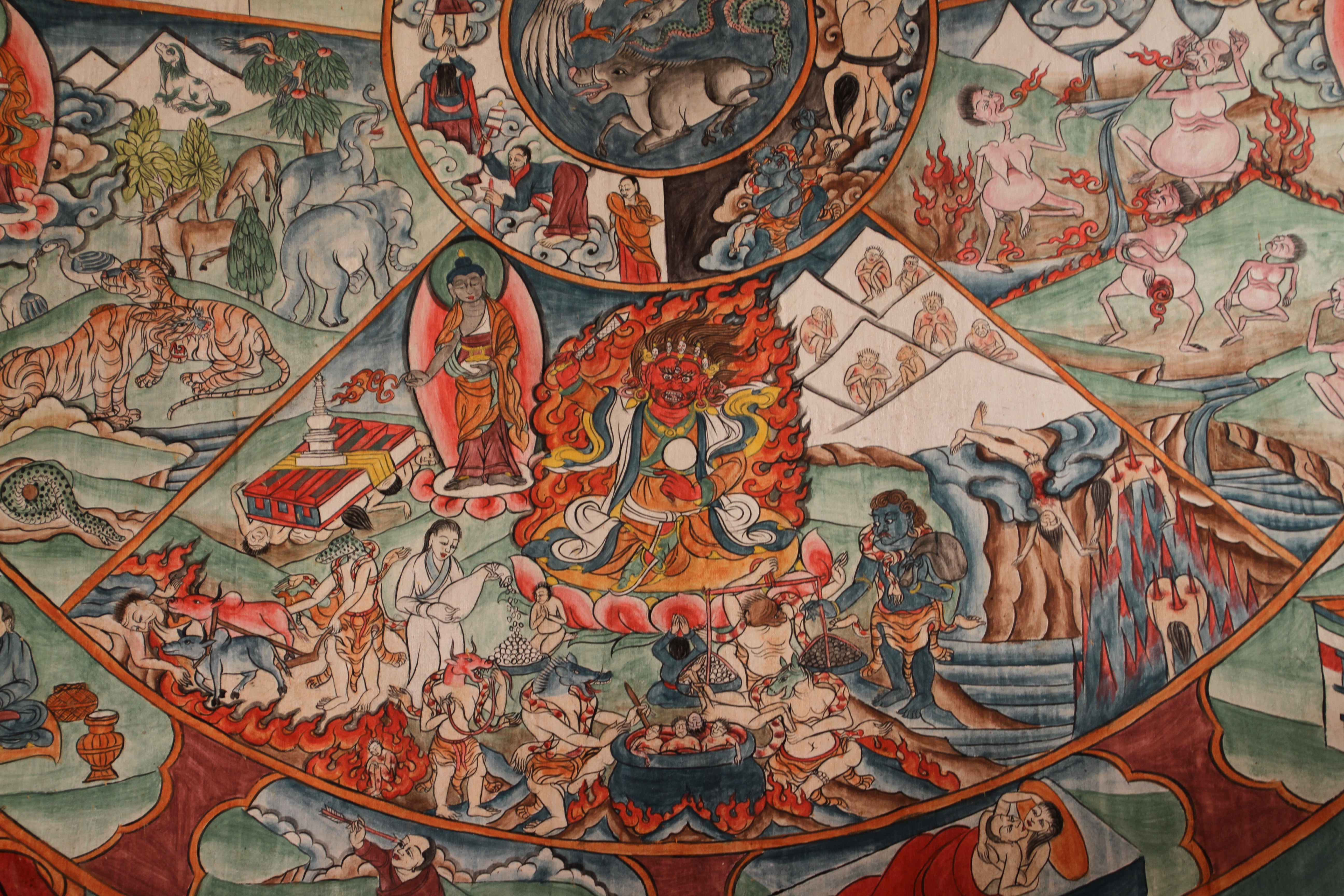
Die Hölle

## Bücher
- Chögyam Trungpa: Spirituellen Materialismus durchschneiden. Theseus, 1989, ISBN 3-89620-100-X
- Dalai Lama: Die Lehre des Buddha vom Abhängigen Entstehen. Dharma Edition, 1996, ISBN 3-927862-27-4
- Dieter Halcour: Das Lebensrad der Tibeter. Hake-Verlag 1991, ISBN 3-925338-07-1

## Belege/Einzelnachweise
1. ↑  Harri Czesla: Das Rad des Lebens. Abgerufen am 9. Mai 2009.
2. ↑  Bilder des Erwachens, Tibetische Kunst als innere Erfahrung von Jonathan Landaw und Andy Weber, Diamant Verlag München, ISBN 3-9805798-1-6, 1. Auflage 1997, S. 43
3. ↑  Carsten Nebel: Wheel of Life at Sera monastery in Gangtok. Abgerufen am 9. Mai 2009.
4. ↑  Die linke Hälfte ist hier weiß, die rechte Hälfte schwarz (links und rechts vom Betrachter aus gesehen)